# Spirocypris
Spirocypris is een geslacht van kreeftachtigen uit de klasse van de Ostracoda (mosselkreeftjes).

## Soorten volgens <ITIS>
- Spirocypris horrida (G. O. Sars, 1926)
- Spirocypris splendida (Furtos, 1933)
- Spirocypris tuberculata (Sharpe, 1908)